# Duque de Northumberland

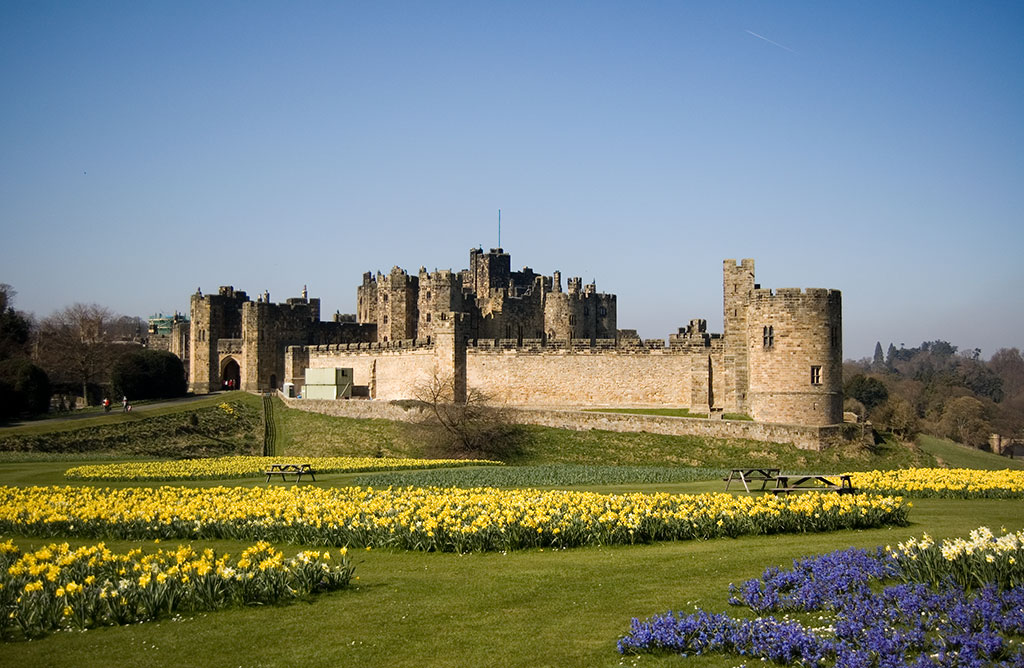
O Castelo de Alnwick é a residência do Duque de Northumberland e da sua família

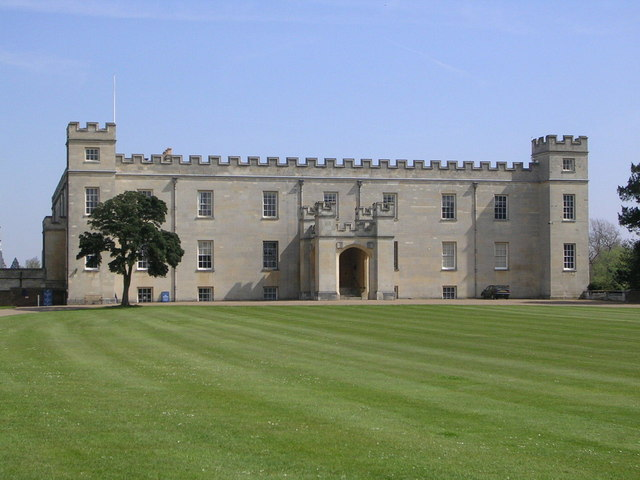
O Syon House é a residência londrina do Duque de Northumberland e da sua família

Duque de Northumberland é um título nobiliárquico que teve três criações, duas no Pariato da Inglaterra e uma, a actual, no Pariato da Grã-Bretanha. O actual detentor do título é  Ralph Percy, 12.º Duque de Northumberland.

## Duques de Northumberland, primeira criação (1551)
| # | Nome                                     |  | De   | Até                | Notas |
| - | ---------------------------------------- |  | ---- | ------------------ | ----- |
| 1 | John Dudley, 1.º Duque de Northumberland |  | 1551 | Confiscado em 1553 |       |

## Duques de Northumberland, segunda criação (1674)
| # | Nome                                        |  | De                 | Até                                                     | Notas |
| - | ------------------------------------------- |  | ------------------ | ------------------------------------------------------- | ----- |
| 1 | George FitzRoy, 1.º Duque de Northumberland |  | 6 de abril de 1683 | 28 de junho de 1716 (extinto por falta de descêndencia) |       |

## Condes de Northumberland (1749)
- Algernon Seymour, 7.º Duque de Somerset (1684-1750)
- Hugh Percy, 2.º Conde de Northumberland (1714-1786) (tornou-se Duque de Northumberland em 1766)

## Duques de Northumberland, terceira criação (1766)
| #  | Nome                                                          |  | De   | Até        | Notas |
| -- | ------------------------------------------------------------- |  | ---- | ---------- | ----- |
| 1  | Hugh Percy, 1.º Duque de Northumberland                       |  | 1766 | 1786       |       |
| 2  | Hugh Percy, 2.º Duque de Northumberland                       |  | 1786 | 1817       |       |
| 3  | Hugh Percy, 3.º Duque de Northumberland                       |  | 1817 | 1847       |       |
| 4  | Algernon Percy, 4.º Duque de Northumberland                   |  | 1847 | 1865       |       |
| 5  | George Percy, 5.º Duque de Northumberland                     |  | 1865 | 1867       |       |
| 6  | Algernon George Percy, 6.º Duque de Northumberland            |  | 1867 | 1899       |       |
| 7  | Henry George Percy, 7.º Duque de Northumberland               |  | 1899 | 1918       |       |
| 8  | Alan Ian Percy, 8.º Duque de Northumberland                   |  | 1918 | 1930       |       |
| 9  | Henry George Alan Percy, 9.º Duque de Northumberland          |  | 1930 | 1940       |       |
| 10 | Hugh Algernon Percy, 10.º Duque de Northumberland             |  | 1940 | 1988       |       |
| 11 | Henry Alan Walter Richard Percy, 11.º Duque de Northumberland |  | 1988 | 1995       |       |
| 12 | Ralph George Algernon Percy, 12.º Duque de Northumberland     |  | 1995 | Atualidade |       |

Seu filho e herdeiro: George Dominic Percy, Conde Percy (n. 4 de maio de 1984)
- Hugh Percy, 1.º Duque de Northumberland (1714-1786)
  - Hugh Percy, 2.º Duque de Northumberland (1742-1817)
    - Hugh Percy, 3.º Duque de Northumberland (1785-1847)
    - Algernon Percy, 4.º Duque de Northumberland (1792-1865)

  - Algernon Percy, 1.º conde de Beverley (1750-1830)
    - George Percy, 5.º Duque de Northumberland (1778-1867)
      - Algernon George Percy, 6.º Duque de Northumberland (1810–1899)
        - Henry George Percy, 7.º Duque de Northumberland (1846–1918)
          - Alan Ian Percy, 8.º Duque de Northumberland (1880–1930)
            - Henry George Alan Percy, 9.º Duque de Northumberland (1912–1940)
            - Hugh Algernon Percy, 10.º Duque de Northumberland (1914–1988)
              - Henry Alan Walter Richard Percy, 11.º Duque de Northumberland (1953–1995)
              - Ralph George Algernon Percy, 12.º Duque de Northumberland (n. 1956)
                - (1). George Percy, Earl Percy (b. 1984)
                - (2). Lord Max Percy (b. 1990)

              - (3). Lord James William Eustace Percy (b. 1965)
                - (4). Thomas Hugh Percy (b. 2001)
                - (5). Samuel James Edward Percy (b. 2008)